# Baumgartenmühle
Baumgartenmühle ist ein Stadtteil von Grafing bei München im oberbayerischen Landkreis Ebersberg. Die Einöde liegt circa zwei Kilometer südlich von Grafing an der Attel. Sie war eine Mühle mit drei Mahlgängen und einem Schneidgang.
Baumgartenmühle gehörte zur Gemeinde Straußdorf, die zum Abschluss der Gebietsreform in Bayern am 1. Mai 1987 in die Stadt Grafing eingemeindet wurde. Die Baumgartenmühle liegt damit auf dem Gebiet der Gemarkung Straußdorf innerhalb der Stadt Grafing.
Im letzten amtlichen Ortsverzeichnis von 1987 ist die Baumgartenmühle als Einöde mit sechs Einwohnern in einem Wohngebäude verzeichnet.